# روش‌های پژوهش در تاریخ
روش‌های پژوهش در تاریخ کتابی از شارل ساماران و همکاران با ترجمهٔ ابوالقاسم بیگناه، غلامرضا ذات علیان، مهدی علایی، اقدس یغمایی است که در سال ۱۳۷۰ منتشر و در مراسم کتاب سال جمهوری اسلامی ایران به‌عنوان کتاب برگزیده معرفی شد.